# Nicola Owen
Nicola Owen, in inglese Nicholas Owen (Oxford, 1550 circa – Londra, 22 marzo 1606), è stato un gesuita inglese; martire per la fede, è venerato come santo dalla Chiesa cattolica e ricordato come uno dei santi quaranta martiri di Inghilterra e Galles.

## Biografia
Nicola nacque a Oxford verso il 1550 in una famiglia che aveva mantenuto la fede cattolica nonostante le persecuzioni ordinate dalla regina Elisabetta. Due fratelli di Nicola furono ordinati sacerdoti: John e Walter. Un altro fratello, Henry, stampava di nascosto testi liturgici cattolici e per questo venne incarcerato più volte. Il padre di Nicola, Walter Owen, era un abile carpentiere e muratore; gli trasmise una grande abilità professionale. Piccolo di statura, rimase zoppo dopo essere stato investito da un cavallo da soma.
Conobbe Edmund Campion (oggi santo), un missionario gesuita inviato da Roma per assistere la famiglie cattoliche inglesi. Padre Campion visitava le case dei cattolici, che praticavano la loro fede in segreto, predicando, confessando e celebrando la Santa Messa. Nicola fu ammesso nella Compagnia di Gesù come membro laico, uno dei primi in assoluto in Inghilterra. Costruì diversi rifugi per sacerdoti nelle case delle famiglie cattoliche devote. Owen svolgeva di giorno la sua professione, come tutti; di notte, invece, scavava passaggi, cavernette, stanzini e cunicoli nascosti, per agevolare la fuga dei ricercati in caso di perquisizioni. Per evitare guai e delazioni, la posizione della stanza segreta era nota soltanto a lui e al padrone di casa. Owen lavorò sempre da solo, portandosi dietro a mano tutto l'occorrente: lastre di pietra, assi di legno, eccetera. Siccome non esiste una lista scritta (per ovvi motivi) non è possibile sapere quanti rifugi abbia costruito Owen, né a quante centinaia di sacerdoti abbia salvato la vita.
Nel 1581 Campion fu arrestato e condannato a morte. Owen si mise a disposizione del superiore provinciale dei Gesuiti inglesi, John Gerard. Fu proprio una delle stanze segrete di Owen, ricavata dentro il caminetto di un palazzo di proprietà Wiseman, una famiglia protettrice di sacerdoti cattolici, a salvare la vita di padre Gerard.
Nel 1594 Nicola si trasferì, assieme a Gerard, in un alloggio a Londra. Il 23 aprile dello stesso anno furono arrestati per la delazione di una spia che seguiva Gerard già da tempo. Il gesuita venne torturato a più riprese ma non fece alcuna rivelazione. Owen era sconosciuto alle autorità, che lo ritenevano un semplice aiutante di Gerard, ma fu ugualmente torturato. Nel 1597 divenne converso della Compagnia di Gesù. Nello stesso anno aiutò padre Gerard ad evadere di prigione, fornendogli i cavalli per fuggire insieme con lui lontano da Londra.
Con gli anni i malesseri fisici che minavano il suo fisico (aveva anche un'ernia non curata) si accentuarono. Nel 1605 padre Gerard fu richiamato nel continente per formare i nuovi sacerdoti gesuiti per la missione inglese. Owen passò ai servigi di Henry Garnet, superiore generale di Gesuiti inglesi. Il 5 novembre 1605 fallì la cosiddetta congiura delle polveri; lo Stato accusò (falsamente) i Gesuiti inglesi di aver cospirato contro il loro re. Giacomo effettuò un giro di vite nella sua azione persecutoria contro i cattolici. In dicembre Owen e Gerard si nascosero nel Worcestershire (circa 160 km da Londra), ospitati da una famiglia di ricusanti, gli Habington. Negli anni precedenti Owen aveva costruito nel loro castello ben undici rifugi per sacerdoti, tanto che l'edificio era conosciuto come un «covo di cattolici». La proprietà fu perquisita il 20 gennaio 1606 per ordine del giudice locale. Fu predisposto uno schieramento di forze eccezionale: un centinaio di persone, muniti di armi e attrezzi da scasso, perlustrarono ogni angolo del castello palmo a palmo. Owen e Garnet si nascosero insieme a padre Edoardo Oldcorne (beatificato nel 1929) e a Ralph Ashley, un confratello laico (beatificato anch'egli nel 1929).
Non avendo trovato nulla, il giudice (senza averne il potere) autorizzò la folla ai suoi ordini a bucare le pareti ritenute vuote e ad abbattere i muri "sospetti". I quattro segregati passarono quattro giorni senza mangiare. Al quinto giorno, esasperati dalla fame, Owen ed Ashley, i due laici, uscirono spontaneamente dal nascondiglio e si mescolarono alla folla. La folla li credette sacerdoti loro stessi e il giudice li arrestò. Garnet ed Oldcorne, invece, rimasero nascosti: poterono mangiare e bere grazie una sorta di cannuccia realizzata da Owen per collegare la stanza segreta alla camera di una sorella del proprietario. Owen, Ashley, il padrone di casa e due servitori furono portati a Londra per essere interrogati. 
Quando gli agenti governativi si resero conto di aver catturato Nicola Owen, esplosero in grida di giubilo. Il carpentiere fu recluso prima a Marshalsea, poi trasferito alla Torre. Le istruzioni erano: «Se non confessa, sarà sottoposto a tortura estrema: gli strapperemo i segreti con la durezza dei tormenti». Dal 26 febbraio, infatti, Owen venne sottoposto a spietati ed interminabili supplizi, ma non fece alcun nome. Fu sospeso per ore con le mani legate al soffitto e pesi alle caviglie. Owen non tradì nessuna delle persone che aveva aiutato e, dopo una terribile agonia, morì in prigione nella notte tra il 21 e il 22 marzo 1606.
Padre John Gerard scrisse di lui nelle sue memorie:
Delle centinaia di stanze segrete da lui costruite, alcune sopravvivono ancora oggi, pressoché intatte. Diverse opere di Owen sono visitabili; alcune di esse sono state scoperte solamente nel XX secolo.

## Il culto
Beatificato nel 1929, fu proclamato santo da Paolo VI il 25 ottobre 1970, insieme ai santi quaranta martiri di Inghilterra e Galles. La Chiesa lo ricorda il 22 marzo.